# Distrikt Jayanca
Der Distrikt Jayanca liegt in der Provinz Lambayeque in der Region Lambayeque in Nordwest-Peru. Der am 21. Juni 1825 gegründete Distrikt hat eine Fläche von 680,96 km². Beim Zensus 2017 lebten 17.204 Einwohner im Distrikt. Im Jahr 1993 lag die Einwohnerzahl bei 11.681, im Jahr 2007 bei 15.042. Die Distriktverwaltung befindet sich in der 61 m hoch gelegenen Kleinstadt Jayanca mit 8185 Einwohnern (Stand 2017). Die Stadt Jayanca liegt 43 km nördlich der Regionshauptstadt Chiclayo an der Straße von Lambayeque nach Olmos.

## Geographische Lage
Der Distrikt Jayanca liegt im Küstentiefland zentral in der Provinz Lambayeque. Ein Höhenkamm, der zu den Ausläufern der peruanischen Westkordillere gehört, verläuft entlang der nordöstlichen Distriktgrenze. Der Fluss Río Motupe durchfließt den Distrikt in südsüdwestlicher Richtung. Der Río La Leche, dessen linker Nebenfluss, verläuft entlang der südlichen Distriktgrenze in westlicher Richtung. Im östlichen und südlichen Teil des Distrikts wird bewässerte Landwirtschaft betrieben. Im Nordwesten erstreckt sich die Küstenwüste von Nordwest-Peru.
Der Distrikt Jayanca grenzt im Westen und Nordwesten an den Distrikt Olmos, im Nordosten an die Distrikte Motupe und Salas, im Osten an den Distrikt Incahuasi (Provinz Ferreñafe), im Südosten an den Distrikt Pítipo (ebenfalls in der Provinz Ferreñafe) sowie im Südwesten an den Distrikt Pacora.